# Oberhofen am Thunersee
Oberhofen am Thunersee is een gemeente en plaats in het Zwitserse kanton Bern, en maakt deel uit van het district Thun. Oberhofen am Thunersee telt 2.389 inwoners.
In Oberhofen is sinds 1995 het Museum voor Uurwerken en Mechanische Muziekinstrumenten gevestigd.
In Oberhofen staat tevens het kasteel van Oberhofen.

## Geboren
- Friedrich von Pourtalès (1853-1928), diplomaat